# Psyllobetina attunga
Psyllobetina attunga är en nattsländeart som beskrevs av Arturs Neboiss 1962. Psyllobetina attunga ingår i släktet Psyllobetina och familjen Hydrobiosidae. Inga underarter finns listade i Catalogue of Life.